# Neocalyptis affinisana
Neocalyptis affinisana är en fjärilsart som beskrevs av Walker 1863. Neocalyptis affinisana ingår i släktet Neocalyptis och familjen vecklare. Inga underarter finns listade i Catalogue of Life.